# TCP és UDP portszámok listája
A TCP/IP és az UDP hálózatokban egy logikai csatlakozáshoz egy port (végpont) tartozik, valamint egy módus. A módus azt határozza meg, hogy egy ügyfél program a rendszer szempontjából milyen programot képvisel a hálózatra kapcsolt számítógépen. (Például valamennyi e-mail kliensprogram a rendszer szempontjából egységesen e-mail-alkalmazás.)
A portok számai a 0 és 65535 között vannak, de csak a 0-s és 1024-es számú közötti portok vannak meghatározott szolgáltatásoknak fenntartva és „jól ismert” (azonosított) portokként kijelölve.
Néhány port számot a Internetes Számkiosztó Hatóság  (IANA) eleve kijelölt meghatározott célokra, ezeket „jól ismert” (kijelölt) portoknak nevezik. Részletes meghatározásuk az RFC 1700 előírásban található.
A portok számait tartalmazó lista meghatározza a rendszerfolyamatok által használt port számokat, viszont az azon túl terjedő portok használata nem rögzített, annak ellenére, hogy ezeket bárki regisztrálhatja magának. (Mint a listában is szembetűnik, vannak olyan portok is, amikre egyetlen személy regisztrált a IANA-nél.) A portokat elvileg bármelyik alkalmazás használhatja saját céljaira.

## Felosztás
- 0-1023: Ide tartoznak a gyakrabban használt portok (Well Known Ports).
- 1024–49151: Az úgynevezett regisztrált portok tartoznak ebbe a tartományba.
- 49152–65535: Dinamikus, illetve privát portszámok. Az egyes alkalmazások által véletlenszerűen választott portszámok listája. Ezek a portok nem tartoznak állandóan egy adott alkalmazáshoz.

Színezések a lenti táblázatokban:
| Státusz       | Magyarázat                                  |
| ------------- | ------------------------------------------- |
| Hivatalos     | IANA által meghatározott                    |
| Nem hivatalos |                                             |
| Ütköző        | A portot több alkalmazás is használhatja    |
| EPI           | Egy Internet Szabványban definiált portszám |

### 0–1023
| Port         | Leírás | Státusz       |
| ------------ | --- | ------------- |
| 0/TCP,UDP    | Reserved; do not use (but is a permissible source port value if the sending process does not expect messages in response)               | Hivatalos     |
| 1/TCP,UDP    | TCPMUX (TCP port service multiplexer)                                                                                                   | Hivatalos     |
| 5/TCP,UDP    | RJE (Remote Job Entry) | Hivatalos     |
| 7/TCP,UDP    | ECHO protocol | Hivatalos     |
| 9/TCP,UDP    | DISCARD protocol | Hivatalos     |
| 11/TCP,UDP   | SYSTAT protocol | Hivatalos     |
| 13/TCP,UDP   | DAYTIME protocol | Hivatalos     |
| 17/TCP,UDP   | QOTD (Quote of the Day) protocol | Hivatalos     |
| 18/TCP,UDP   | Message Send Protocol | Hivatalos     |
| 19/TCP,UDP   | CHARGEN (Character Generator) protocol                                                                                                  | Hivatalos     |
| 20/TCP       | FTP - data port | Hivatalos     |
| 21/TCP       | FTP - control (command) port | Hivatalos     |
| 22/TCP,UDP   | SSH (Secure Shell) - used for secure logins, file transfers (scp, sftp) and port forwarding                                             | Hivatalos     |
| 23/TCP       | Telnet protocol - unencrypted text communications                                                                                       | Hivatalos     |
| 25/TCP,UDP   | SMTP - used for e-mail routing between mailservers E-mails                                                                              | Hivatalos     |
| 26/TCP,UDP   | RSFTP - A simple FTP-like protocol | Nem hivatalos |
| 35/TCP,UDP   | QMS Magicolor 2 printer | Nem hivatalos |
| 37/TCP,UDP   | TIME protocol | Hivatalos     |
| 39/TCP,UDP   | Resource Location Protocol | Hivatalos     |
| 41/TCP,UDP   | Graphics | Hivatalos     |
| 42/TCP,UDP   | Host Name Server | Hivatalos     |
| 42/TCP,UDP   | WINS | Nem hivatalos |
| 43/TCP       | WHOIS protocol | Hivatalos     |
| 49/TCP,UDP   | TACACS Login Host protocol | Hivatalos     |
| 53/TCP,UDP   | DNS (Domain Name System) | Hivatalos     |
| 56/TCP,UDP   | Route Access Protocol | Hivatalos     |
| 57/TCP       | MTP, Mail Transfer Protocol |               |
| 67/UDP       | BOOTP (Bootstrap Protocol) server; also used by DHCP (Dynamic Host Configuration Protocol)                                              | Hivatalos     |
| 68/UDP       | BOOTP client; also used by DHCP | Hivatalos     |
| 69/UDP       | TFTP (Trivial File Transfer Protocol)                                                                                                   | Hivatalos     |
| 70/TCP       | Gopher protocol | Hivatalos     |
| 79/TCP       | Finger protocol | Hivatalos     |
| 80/TCP       | HTTP (HyperText Transfer Protocol) - used for transferring web pages                                                                    | Hivatalos     |
| 81/TCP       | HTTP Alternate (HyperText Transfer Protocol)                                                                                            | Hivatalos     |
| 81/TCP       | Torpark - Onion routing ORport | Nem hivatalos |
| 82/UDP       | Torpark - Control Port | Nem hivatalos |
| 88/TCP       | Kerberos - authenticating agent | Hivatalos     |
| 101/TCP      | HOSTNAME |               |
| 102/TCP      | ISO-TSAP protocol |               |
| 107/TCP      | Remote Telnet Service |               |
| 109/TCP      | POP, Post Office Protocol, version 2 |               |
| 110/TCP      | POP3 (Post Office Protocol version 3) - used for retrieving E-mails                                                                     | Hivatalos     |
| 111/TCP,UDP  | sun protocol | Hivatalos     |
| 113/TCP      | ident - old server identification system, still used by IRC servers to identify its users                                               | Hivatalos     |
| 115/TCP      | SFTP, Simple File Transfer Protocol |               |
| 117/TCP      | UUCP-PATH |               |
| 118/TCP,UDP  | SQL Services | Hivatalos     |
| 119/TCP      | NNTP (Network News Transfer Protocol) - used for retrieving newsgroups messages                                                         | Hivatalos     |
| 123/UDP      | NTP (Network Time Protocol) - used for time synchronization                                                                             | Hivatalos     |
| 135/TCP,UDP  | EPMAP (End Point Mapper) / Microsoft RPC Locator Service                                                                                | Hivatalos     |
| 137/TCP,UDP  | NetBIOS NetBIOS Name Service | Hivatalos     |
| 138/TCP,UDP  | NetBIOS NetBIOS Datagram Service | Hivatalos     |
| 139/TCP,UDP  | NetBIOS NetBIOS Session Service | Hivatalos     |
| 143/TCP,UDP  | IMAP4 (Internet Message Access Protocol 4) - used for retrieving E-mails                                                                | Hivatalos     |
| 152/TCP,UDP  | BFTP, Background File Transfer Program                                                                                                  |               |
| 153/TCP,UDP  | SGMP, Simple Gateway Monitoring Protocol                                                                                                |               |
| 156/TCP,UDP  | SQL Service | Hivatalos     |
| 158/TCP,UDP  | DMSP, Distributed Mail Service Protocol                                                                                                 |               |
| 161/TCP,UDP  | SNMP (Simple Network Management Protocol)                                                                                               | Hivatalos     |
| 162/TCP,UDP  | SNMPTRAP | Hivatalos     |
| 170/TCP      | Print-srv |               |
| 179/TCP      | BGP (Border Gateway Protocol) | Hivatalos     |
| 194/TCP      | IRC (Internet Relay Chat) | Hivatalos     |
| 201/TCP,UDP  | AppleTalk Routing Maintenance |               |
| 209/TCP,UDP  | The Quick Mail Transfer Protocol |               |
| 213/TCP,UDP  | IPX | Hivatalos     |
| 218/TCP,UDP  | MPP, Message Posting Protocol |               |
| 220/TCP,UDP  | IMAP, Interactive Mail Access Protocol, version 3                                                                                       |               |
| 259/TCP,UDP  | ESRO, Efficient Short Remote Operations                                                                                                 |               |
| 264/TCP,UDP  | BGMP, Border Gateway Multicast Protocol                                                                                                 |               |
| 311/TCP      | Apple Server-Admin-Tool, Workgroup-Manager-Tool                                                                                         |               |
| 308/TCP      | Novastor Online Backup | Hivatalos     |
| 318/TCP,UDP  | TSP, Time Stamp Protocol |               |
| 323/TCP,UDP  | IMMP, Internet Message Mapping Protocol                                                                                                 |               |
| 383/TCP,UDP  | HP OpenView HTTPs Operations Agent |               |
| 366/TCP,UDP  | SMTP, Simple Mail Transfer Protocol. ODMR, On-Demand Mail Relay                                                                         |               |
| 369/TCP,UDP  | Rpc2portmap | Hivatalos     |
| 371/TCP,UDP  | ClearCase albd | Hivatalos     |
| 384/TCP,UDP  | A Remote Network Server System |               |
| 387/TCP,UDP  | AURP, AppleTalk Update-based Routing Protocol                                                                                           |               |
| 389/TCP,UDP  | LDAP (Lightweight Directory Access Protocol)                                                                                            | Hivatalos     |
| 401/TCP,UDP  | UPS Uninterruptible Power Supply | Hivatalos     |
| 411/TCP      | Direct Connect Hub port | Nem hivatalos |
| 412/TCP      | Direct Connect Client-To-Client port | Nem hivatalos |
| 427/TCP,UDP  | SLP (Service Location Protocol) | Hivatalos     |
| 443/TCP      | HTTPS - HTTP Protocol over TLS/SSL (encrypted transmission)                                                                             | Hivatalos     |
| 444/TCP,UDP  | SNPP, Simple Network Paging Protocol |               |
| 445/TCP      | Microsoft-DS (Active Directory, Windows shares, Sasser worm, Agobot, Zobotworm)                                                         | Hivatalos     |
| 445/UDP      | Microsoft-DS SMB file sharing | Hivatalos     |
| 464/TCP,UDP  | Kerberos Change/Set password | Hivatalos     |
| 465/TCP      | Cisco protocol | Hivatalos     |
| 465/TCP      | SMTP over SSL | Nem hivatalos |
| 475/TCP      | tcpnethaspsrv (Hasp services, TCP/IP version)                                                                                           | Hivatalos     |
| 497/TCP      | dantz backup service | Hivatalos     |
| 500/TCP,UDP  | ISAKMP, IKE-Internet Key Exchange | Hivatalos     |
| 502/TCP,UDP  | Modbus, Protocol |               |
| 512/TCP      | exec, Remote Process Execution |               |
| 512/UDP      | comsat, together with biff: notifies users of new c.q. yet unread e-mail                                                                |               |
| 513/TCP      | Login |               |
| 513/UDP      | Who |               |
| 514/TCP      | rsh protocol - used to execute non-interactive commandline commands on a remote system and see the screen return                        |               |
| 514/UDP      | syslog protocol - used for system logging                                                                                               | Hivatalos     |
| 515/TCP      | Line Printer Daemon protocol - used in LPD printer servers                                                                              |               |
| 517/UDP      | Talk |               |
| 518/UDP      | NTalk |               |
| 520/TCP      | efs |               |
| 520/UDP      | Routing - RIP | Hivatalos     |
| 513/UDP      | Router |               |
| 524/TCP,UDP  | NCP (NetWare Core Protocol) is used for a variety things such as access to primary NetWare server resources, Time Synchronization, etc. | Hivatalos     |
| 525/UDP      | Timed, Timeserver |               |
| 530/TCP,UDP  | RPC | Hivatalos     |
| 531/TCP,UDP  | AOL Instant Messenger, IRC | Nem hivatalos |
| 532/TCP      | netnews |               |
| 533/UDP      | netwall, For Emergency Broadcasts |               |
| 540/TCP      | UUCP (Unix-to-Unix Copy Protocol) | Hivatalos     |
| 542/TCP,UDP  | commerce (Commerce Applications) | Hivatalos     |
| 543/TCP      | klogin, Kerberos login |               |
| 544/TCP      | kshell, Kerberos Remote shell |               |
| 546/TCP,UDP  | DHCPv6 client |               |
| 547/TCP,UDP  | DHCPv6 server |               |
| 548/TCP      | AFP (Apple Filing Protocol) |               |
| 550/UDP      | new-rwho, new-who |               |
| 554/TCP,UDP  | RTSP (Real Time Streaming Protocol) | Hivatalos     |
| 556/TCP      | Remotefs, rfs, rfs_server |               |
| 560/UDP      | rmonitor, Remote Monitor |               |
| 561/UDP      | monitor |               |
| 563/TCP,UDP  | NNTP protocol over TLS/SSL (NNTPS) | Hivatalos     |
| 587/TCP      | e-mail message submission (SMTP) (RFC 2476)                                                                                             | Hivatalos     |
| 591/TCP      | FileMaker 6.0 (and later) Web Sharing (HTTP Alternate, see port 80)                                                                     | Hivatalos     |
| 593/TCP,UDP  | HTTP RPC Ep Map (RPC over HTTP, often used by DCOM services and Microsoft Exchange Server)                                              | Hivatalos     |
| 604/TCP      | TUNNEL |               |
| 631/TCP,UDP  | IPP, Internet Printing Protocol |               |
| 636/TCP,UDP  | LDAP over SSL (encrypted transmission, also known as LDAPS)                                                                             | Hivatalos     |
| 639/TCP,UDP  | MSDP, Multicast Source Discovery Protocol                                                                                               |               |
| 646/TCP      | LDP, Label Distribution Protocol |               |
| 647/TCP      | DHCP Failover Protocol |               |
| 648/TCP      | RRP, Registry Registrar Protocol |               |
| 652/TCP      | DTCP, Dynamic Tunnel Configuration Protocol                                                                                             |               |
| 654/TCP      | AODV, Ad hoc On-Demand Distance Vector                                                                                                  |               |
| 665/TCP      | sun-dr, Remote Dynamic Reconfiguration                                                                                                  | Nem hivatalos |
| 666/UDP      | Doom, First online first-person shooter                                                                                                 |               |
| 674/TCP      | ACAP, Application Configuration Access Protocol                                                                                         |               |
| 691/TCP      | MS Exchange Routing | Hivatalos     |
| 692/TCP      | Hyperwave-ISP |               |
| 694/UDP      | Linux-HA High availability Heartbeat port                                                                                               | Nem hivatalos |
| 695/TCP      | IEEE-MMS-SSL |               |
| 698/UDP      | OLSR, Optimized Link State Routing |               |
| 699/TCP      | Access Network |               |
| 700/TCP      | EPP, Extensible Provisioning Protocol                                                                                                   |               |
| 701/TCP      | LMP, Link Management Protocol. |               |
| 702/TCP      | IRIS over BEEP |               |
| 706/TCP      | SILC, Secure Internet Live Conferencing                                                                                                 |               |
| 711/TCP      | TDP, Tag Distribution Protocol |               |
| 712/TCP      | TBRPF, Topology Broadcast based on Reverse-Path Forwarding                                                                              |               |
| 720/TCP      | SMQP, Simple Message Queue Protocol |               |
| 749/TCP, UDP | kerberos-adm, Kerberos administration                                                                                                   |               |
| 750/UDP      | Kerberos version IV |               |
| 782/TCP      | Conserver serial-console management server                                                                                              |               |
| 829/TCP      | CMP (Certificate Management Protocol)                                                                                                   |               |
| 860/TCP      | iSCSI |               |
| 873/TCP      | rsync File synchronisation protocol | Hivatalos     |
| 901/TCP      | Samba Web Administration Tool (SWAT) | Nem hivatalos |
| 902          | VMware Server Console | Nem hivatalos |
| 904          | VMware Server Alternate (if 902 is in use - ie SUSE linux)                                                                              | Nem hivatalos |
| 911/TCP      | Network Console on Acid (NCA) - local tty redirection over OpenSSH                                                                      |               |
| 981/TCP      | SofaWare Technologies Remote HTTPS management for firewall devices running embedded Checkpoint Firewall-1 software                      | Nem hivatalos |
| 989/TCP,UDP  | FTP Protocol (data) over TLS/SSL | Hivatalos     |
| 990/TCP,UDP  | FTP Protocol (control) over TLS/SSL | Hivatalos     |
| 991/TCP,UDP  | NAS (Netnews Admin System) |               |
| 992/TCP,UDP  | Telnet protocol over TLS/SSL | Hivatalos     |
| 993/TCP      | IMAP4 over SSL (encrypted transmission)                                                                                                 | Hivatalos     |
| 995/TCP      | POP3 over SSL (encrypted transmission)                                                                                                  | Hivatalos     |

### 1024–49151
| Port              | Leírás | Státusz       |
| ----------------- | --- | ------------- |
| 1025/tcp          | NFS-or-IIS | Nem hivatalos |
| 1026/tcp          | Often utilized by Microsoft DCOM services | Nem hivatalos |
| 1029/tcp          | Often utilized by Microsoft DCOM services | Nem hivatalos |
| 1058/tcp          | nim AIX Network Installation Manager | Hivatalos     |
| 1059/tcp          | nimreg | Hivatalos     |
| 1080/tcp          | SOCKS proxy | Hivatalos     |
| 1099/tcp          | RMI Registry | Hivatalos     |
| 1099/udp          | RMI Registry | Hivatalos     |
| 1109/tcp          | Kerberos POP |               |
| 1140/tcp          | AutoNOC | Hivatalos     |
| 1167/udp          | phone, conference calling |               |
| 1176/tcp          | Perceptive Automation Indigo home control server | Hivatalos     |
| 1182/tcp,udp      | AcceleNet | Hivatalos     |
| 1194/udp          | OpenVPN | Hivatalos     |
| 1198/tcp,udp      | The cajo project Free dynamic transparent distributed computing in Java | Hivatalos     |
| 1200/udp          | Steam Friends Applet | Hivatalos     |
| 1214/tcp          | Kazaa | Hivatalos     |
| 1223/tcp,udp      | TGP: "TrulyGlobal Protocol" aka "The Gur Protocol" | Hivatalos     |
| 1241/tcp,udp      | Nessus Security Scanner | Hivatalos     |
| 1248/tcp          | NSClient/NSClient++/NC_Net (Nagios) | Nem hivatalos |
| 1270/tcp,udp      | Microsoft Operations Manager 2005 agent (MOM 2005) | Hivatalos     |
| 1311/tcp          | Dell Open Manage Https Port | Nem hivatalos |
| 1313/tcp          | Xbiim (Canvii server) Port | Nem hivatalos |
| 1337/tcp          | WASTE Encrypted File Sharing Program | Nem hivatalos |
| 1352/tcp          | IBM Lotus Notes/Domino RPC | Hivatalos     |
| 1387/tcp          | Computer Aided Design Software Inc LM (cadsi-lm ) | Hivatalos     |
| 1387/udp          | Computer Aided Design Software Inc LM (cadsi-lm ) | Hivatalos     |
| 1414/tcp          | IBM MQSeries | Hivatalos     |
| 1431/tcp          | RGTP | Hivatalos     |
| 1433/tcp          | Microsoft SQL database system | Hivatalosl    |
| 1434/tcp,udp      | Microsoft SQL Monitor | Hivatalos     |
| 1494/tcp          | Citrix Presentation Server ICA Client | Hivatalos     |
| 1512/tcp,udp      | WINS |               |
| 1521/tcp          | nCube License Manager | Hivatalos     |
| 1521/tcp          | Oracle database default listener, in future releases official port 2483 | Nem hivatalos |
| 1524/tcp,udp      | ingreslock, ingres | Hivatalos     |
| 1526/tcp          | Oracle database common alternative for listener | Nem hivatalos |
| 1533/tcp          | IBM Sametime IM - Virtual Places Chat | Hivatalos     |
| 1547/tcp          | Laplink | Hivatalos     |
| 1547/udp          | Laplink | Hivatalos     |
| 1550              | Gadu-Gadu (Direct Client-to-Client) | Nem hivatalos |
| 1581/udp          | MIL STD 2045-47001 VMF | Hivatalos     |
| 1589/udp          | Cisco VQP (VLAN Query Protocol) / VMPS | Nem hivatalos |
| 1627              | iSketch | Nem hivatalos |
| 1677/tcp          | Novell GroupWise clients in client/server access mode |               |
| 1701/udp          | l2tp, Layer 2 Tunnelling protocol |               |
| 1716/tcp          | America’s Army MMORPG Default Game Port | Hivatalos     |
| 1723/tcp,udp      | Microsoft PPTP VPN | Hivatalos     |
| 1725/udp          | Valve Steam Client | Nem hivatalos |
| 1755/tcp          | Microsoft Media Services (MMS, ms-streaming) | Hivatalos     |
| 1755/udp          | Microsoft Media Services (MMS, ms-streaming) | Hivatalos     |
| 1761/tcp,udp      | cft-0 | Hivatalos     |
| 1761/tcp          | Novell Zenworks Remote Control utility | Nem hivatalos |
| 1762-1768/tcp,udp | cft-1 to cft-7 | Hivatalos     |
| 1812/udp          | radius, RADIUS authentication protocol |               |
| 1813/udp          | radacct, RADIUS accounting protocol |               |
| 1863/tcp          | Windows Live Messenger, MSN | Hivatalos     |
| 1900/udp          | Microsoft SSDP Enables discovery of UPnP devices | Hivatalos     |
| 1935/tcp          | Real Time Messaging Protocol (RTMP) raw protocol | Hivatalos     |
| 1970/tcp,udp      | Danware Data NetOp Remote Control | Hivatalos     |
| 1971/tcp,udp      | Danware Data NetOp School | Hivatalos     |
| 1972/tcp,udp      | InterSystems Caché | Hivatalos     |
| 1975-77/udp       | Cisco TCO (Documentation) | Hivatalos     |
| 1984/tcp          | Big Brother - network monitoring tool | Hivatalos     |
| 1985/udp          | Cisco HSRP | Hivatalos     |
| 1998/tcp          | Cisco X.25 service (XOT) |               |
| 2000/udp          | Cisco SCCP (Skinny) | Hivatalos     |
| 2000/tcp          | Cisco SCCP (Skinny) | Hivatalos     |
| 2002/tcp          | Cisco Secure Access Control Server (ACS) for Windows | Nem hivatalos |
| 2030              | Oracle Services for Microsoft Transaction Server | Nem hivatalos |
| 2031/tcp          | mobrien-chat - Mike O'Brien <mike@mobrien.com> November 2004 | Hivatalos     |
| 2031/udp          | mobrien-chat - Mike O'Brien <mike@mobrien.com> November 2004 | Hivatalos     |
| 2049/udp          | nfs, NFS Server | Hivatalos     |
| 2049/udp          | shilp | Hivatalos     |
| 2053/tcp          | knetd, Kerberos de-multiplexor |               |
| 2056/udp          | Civilization 4 multiplayer | Nem hivatalos |
| 2074/tcp          | Vertel VMF SA (i. e. App.. SpeakFreely) | Hivatalos     |
| 2074/udp          | Vertel VMF SA (i. e. App.. SpeakFreely) | Hivatalos     |
| 2082/tcp          | Infowave Mobility Server | Hivatalos     |
| 2082/tcp          | CPanel, default port | Nem hivatalos |
| 2083/tcp          | Secure Radius Service (radsec) | Hivatalos     |
| 2083/tcp          | CPanel default SSL port | Nem hivatalos |
| 2086/tcp          | GNUnet | Hivatalos     |
| 2086/tcp          | WebHost Manager default port | Nem hivatalos |
| 2087/tcp          | WebHost Manager default SSL port | Nem hivatalos |
| 2095/tcp          | CPanel default webmail port | Nem hivatalos |
| 2096/tcp          | CPanel default SSL webmail port | Nem hivatalos |
| 2161/tcp          | ?-APC Agent | Hivatalos     |
| 2181/tcp          | EForward-document transport system | Hivatalos     |
| 2181/udp          | EForward-document transport system | Hivatalos     |
| 2200/tcp          | Tuxanci game server | Nem hivatalos |
| 2219/tcp          | NetIQ NCAP Protocol | Hivatalos     |
| 2219/udp          | NetIQ NCAP Protocol | Hivatalos     |
| 2220/tcp          | NetIQ End2End | Hivatalos     |
| 2220/udp          | NetIQ End2End | Hivatalos     |
| 2222/tcp          | DirectAdmin's default port | Nem hivatalos |
| 2222/udp          | Microsoft Office OS X antipiracy network monitor | Nem hivatalos |
| 2301/tcp          | HP System Management Redirect to port 2381 | Nem hivatalos |
| 2302/udp          | ArmA multiplayer (default for game) | Nem hivatalos |
| 2302/udp          | Halo: Combat Evolved multiplayer | Nem hivatalos |
| 2303/udp          | ArmA multiplayer (default for server reporting) (default port for game +1) | Nem hivatalos |
| 2305/udp          | ArmA multiplayer (default for VoN) (default port for game +3) | Nem hivatalos |
| 2369/tcp          | Default port for BMC Software CONTROL-M/Server - Configuration Agent port number - though often changed during installation                                                            | Nem hivatalos |
| 2370/tcp          | Default port for BMC Software CONTROL-M/Server - Port utilized to allow the CONTROL-M/Enterprise Manager to connect to the CONTROL-M/Server - though often changed during installation | Nem hivatalos |
| 2381/tcp          | HP Insight Manager default port for webserver | Nem hivatalos |
| 2404/tcp          | IEC 60870-5-104 | Hivatalos     |
| 2427/udp          | Cisco MGCP | Hivatalos     |
| 2447/tcp          | ovwdb - OpenView Network Node Manager (NNM) daemon | Hivatalos     |
| 2447/udp          | ovwdb - OpenView Network Node Manager (NNM) daemon | Hivatalos     |
| 2483/tcp,udp      | Oracle database listening port for unsecure client connections to the listener, replaces port 1521                                                                                     | Hivatalos     |
| 2484/tcp,udp      | Oracle database listening port for SSL client connections to the listener | Hivatalos     |
| 2546/tcp,udp      | Vytal Vault - Data Protection Services | Nem hivatalos |
| 2593/tcp,udp      | RunUO - Ultima Online server | Nem hivatalos |
| 2598/tcp          | new ICA - when Session Reliability is enabled, TCP port 2598 replaces port 1494 | Nem hivatalos |
| 2612/tcp,udp      | QPasa from MQSoftware | Hivatalos     |
| 2710/tcp          | XBT Bittorrent Tracker | Nem hivatalos |
| 2710/udp          | XBT Bittorrent Tracker experimental UDP tracker extension | Nem hivatalos |
| 2710/tcp          | Knuddels.de | Nem hivatalos |
| 2735/tcp          | NetIQ Monitor Console | Hivatalos     |
| 2735/udp          | NetIQ Monitor Console | Hivatalos     |
| 2809/tcp          | corbaloc:iiop URL, per the CORBA 3.0.3 specification. Also used by IBM WebSphere Application Server Node Agent                                                                         | Hivatalos     |
| 2809/udp          | corbaloc:iiop URL, per the CORBA 3.0.3 specification. |               |
| 2944/udp          | Megaco Text H.248 | Nem hivatalos |
| 2945/udp          | Megaco Binary (ASN.1) H.248 | Nem hivatalos |
| 2948/tcp          | WAP-push Multimedia Messaging Service (MMS) | Hivatalos     |
| 2948/udp          | WAP-push Multimedia Messaging Service (MMS) | Hivatalos     |
| 2949/tcp          | WAP-pushsecure Multimedia Messaging Service (MMS) | Hivatalos     |
| 2949/udp          | WAP-pushsecure Multimedia Messaging Service (MMS) | Hivatalos     |
| 2967/tcp          | Symantec AntiVirus Corporate Edition | Nem hivatalos |
| 3000/tcp          | Miralix License server | Nem hivatalos |
| 3000/udp          | Distributed Interactive Simulation (DIS), modifiable default port | Nem hivatalos |
| 3001/tcp          | Miralix Phone Monitor | Nem hivatalos |
| 3002/tcp          | Miralix CSTA | Nem hivatalos |
| 3003/tcp          | Miralix GreenBox API | Nem hivatalos |
| 3004/tcp          | Miralix InfoLink | Nem hivatalos |
| 3006/tcp          | Miralix SMS Client Connector | Nem hivatalos |
| 3007/tcp          | Miralix OM Server | Nem hivatalos |
| 3025/tcp          | netpd.org | Nem hivatalos |
| 3050/tcp,udp      | gds_db (InterBase/Firebird (database server)) | Hivatalos     |
| 3074/tcp,udp      | Xbox Live | Hivatalos     |
| 3128/tcp          | HTTP used by web caches and the default port for the Squid cache | Hivatalos     |
| 3260/tcp          | iSCSI target | Hivatalos     |
| 3268/tcp          | msft-gc, Microsoft Global Catalog (LDAP service which contains data from Active Directory forests)                                                                                     | Hivatalos     |
| 3269/tcp          | msft-gc-ssl, Microsoft Global Catalog over SSL (similar to port 3268, LDAP over SSL version)                                                                                           | Hivatalos     |
| 3305/tcp,udp      | ODETTE-FTP | Hivatalos     |
| 3306/tcp,udp      | MySQL Database system | Hivatalos     |
| 3333/tcp          | Network Caller ID server | Nem hivatalos |
| 3389/tcp          | Microsoft Terminal Server (RDP) officially registered as Windows Based Terminal (WBT)                                                                                                  | Hivatalos     |
| 3396/tcp          | Novell NDPS Printer Agent | Hivatalos     |
| 3689/tcp          | DAAP Digital Audio Access Protocol used by Apple’s iTunes | Hivatalos     |
| 3690/tcp          | Subversion version control system | Hivatalos     |
| 3702/tcp,udp      | Web Services Dynamic Discovery (WS-Discovery), used by various components of Windows Vista                                                                                             | Hivatalos     |
| 3724/tcp          | World of Warcraft Online gaming MMORPG | Hivatalos     |
| 3784/tcp,udp      | Ventrilo VoIP program used by Ventrilo | Hivatalos     |
| 3785/udp          | Ventrilo VoIP program used by Ventrilo | Hivatalos     |
| 3868 tcp,udp      | Diameter base protocol | Hivatalos     |
| 3872/tcp          | Oracle Management Remote Agent | Nem hivatalos |
| 3899/tcp          | Remote Administrator | Nem hivatalos |
| 3900/tcp          | Unidata UDT OS udt_os | Hivatalos     |
| 3945/tcp          | Emcads server service port, a Giritech product used by G/On | Hivatalos     |
| 4000/tcp          | Diablo II game | Nem hivatalos |
| 4007/tcp          | PrintBuzzer printer monitoring socket server | Nem hivatalos |
| 4089/udp          | OpenCORE Remote Control Service | Hivatalos     |
| 4089/tcp          | OpenCORE Remote Control Service | Hivatalos     |
| 4093/udp          | PxPlus Client server interface ProvideX | Hivatalos     |
| 4093/tcp          | PxPlus Client server interface ProvideX | Hivatalos     |
| 4096/udp          | Bridge-Relay Element ASCOM | Hivatalos     |
| 4100              | WatchGuard Authentication Applet - default port | Nem hivatalos |
| 4111/tcp,udp      | Xgrid | Hivatalos     |
| 4111/tcp          | Microsoft Office SharePoint Portal Server - default administration port | Nem hivatalos |
| 4226/tcp,udp      | Aleph One (computer game) | Nem hivatalos |
| 4224/tcp          | Cisco CDP Cisco discovery Protocol | Nem hivatalos |
| 4569/udp          | Inter-Asterisk eXchange | Nem hivatalos |
| 4662/tcp          | OrbitNet Message Service | Hivatalos     |
| 4662/tcp          | port often used by eMule | Nem hivatalos |
| 4664/tcp          | Google Desktop Search | Nem hivatalos |
| 4672/udp          | eMule - port often used | Nem hivatalos |
| 4894/tcp          | LysKOM Protocol A | Hivatalos     |
| 4899/tcp          | Radmin remote administration tool (program sometimes used as a Trojan horse) | Hivatalos     |
| 5000/tcp          | commplex-main | Hivatalos     |
| 5000/tcp          | UPnP - Windows network device interoperability | Nem hivatalos |
| 5000/tcp,udp      | VTun - VPN Software | Nem hivatalos |
| 5001/tcp,udp      | Iperf (Tool for measuring TCP and UDP bandwidth performance) | Nem hivatalos |
| 5001/tcp          | Slingbox and Slingplayer | Nem hivatalos |
| 5003/tcp          | FileMaker Filemaker Pro | Hivatalos     |
| 5004/udp          | RTP Real-time Transport Protocol | Hivatalos     |
| 5005/udp          | RTP Real-time Transport Protocol | Hivatalos     |
| 5031/tcp,udp      | AVM CAPI-over-TCP (ISDN over Ethernet tunneling) | Nem hivatalos |
| 5050/tcp          | Yahoo! Messenger Yahoo! Messenger | Hivatalos     |
| 5051/tcp          | ita-agent Symantec Intruder Alert | Hivatalos     |
| 5060/tcp          | Session Initiation Protocol (SIP) | Hivatalos     |
| 5060/udp          | Session Initiation Protocol (SIP) | Hivatalos     |
| 5061/tcp          | Session Initiation Protocol (SIP) over Transport Layer Security (TLS) | Hivatalos     |
| 5093/udp          | SPSS License Administrator (SPSS) | Hivatalos     |
| 5104/tcp          | IBM NetCOOL / IMPACT HTTP Service | Nem hivatalos |
| 5106/tcp          | A-Talk Common connection | Nem hivatalos |
| 5107/tcp          | A-Talk Remote server connection | Nem hivatalos |
| 5121/tcp          | Neverwinter Nights | Hivatalos     |
| 5176/tcp          | ConsoleWorks default UI interface | Nem hivatalos |
| 5190/tcp          | ICQ and AOL Instant Messenger | Hivatalos     |
| 5222/tcp          | XMPP/Jabber - client connection | Hivatalos     |
| 5223/tcp          | XMPP/Jabber - default port for SSL Client Connection | Nem hivatalos |
| 5269/tcp          | XMPP/Jabber - server connection | Hivatalos     |
| 5351/tcp,udp      | NAT Port Mapping Protocol - client-requested configuration for inbound connections through network address translators                                                                 | Hivatalos     |
| 5353/udp          | mDNS - multicastDNS |               |
| 5402/tcp,udp      | StarBurst AutoCast MFTP | Hivatalos     |
| 5405/tcp,udp      | NetSupport | Hivatalos     |
| 5421/tcp,udp      | Net Support 2 | Hivatalos     |
| 5432/tcp          | PostgreSQL database system | Hivatalos     |
| 5445/udp          | Cisco Vidéo VT Advantage | ???           |
| 5495/tcp          | Applix TM1 Admin server | Nem hivatalos |
| 5498/tcp          | Hotline tracker server connection | Nem hivatalos |
| 5499/udp          | Hotline tracker server discovery | Nem hivatalos |
| 5500/tcp          | VNC remote desktop protocol - for incoming listening viewer, Hotline control connection                                                                                                | Nem hivatalos |
| 5501/tcp          | Hotline file transfer connection | Nem hivatalos |
| 5517/tcp          | Setiqueue Proxy server client for SETI@Home project | Nem hivatalos |
| 5555/tcp          | Freeciv multiplay port for versions up to 2.0, Hewlett-Packard Data Protector, SAP | Nem hivatalos |
| 5556/tcp          | Freeciv multiplay port | Hivatalos     |
| 5631/tcp          | Symantec pcAnywhere | Hivatalos     |
| 5632/udp          | Symantec pcAnywhere | Hivatalos     |
| 5666/tcp          | NRPE (Nagios) | Nem hivatalos |
| 5667/tcp          | NSCA (Nagios) | Nem hivatalos |
| 5800/tcp          | VNC remote desktop protocol - for use over HTTP | Nem hivatalos |
| 5814/tcp,udp      | Hewlett-Packard Support Automation (HP OpenView Self-Healing Services) | Hivatalos     |
| 5900/tcp          | VNC remote desktop protocol (used by ARD) | Hivatalos     |
| 6000/tcp          | X11 - used between an X client and server over the network | Hivatalos     |
| 6001/udp          | X11 - used between an X client and server over the network | Hivatalos     |
| 6005/tcp          | Default port for BMC Software CONTROL-M/Server - Socket Port number used for communication between CONTROL-M processes - though often changed during installation                      | Nem hivatalos |
| 6050/tcp          | Brightstor Arcserve Backup | Nem hivatalos |
| 6051/tcp          | Brightstor Arcserve Backup | Nem hivatalos |
| 6100/tcp          | Vizrt System | Nem hivatalos |
| 6110/tcp          | softcm HP SoftBench CM | Hivatalos     |
| 6110/udp          | softcm HP SoftBench CM | Hivatalos     |
| 6111/tcp          | spc HP SoftBench Sub-Process Control | Hivatalos     |
| 6111/udp          | spc HP SoftBench Sub-Process Control | Hivatalos     |
| 6112/tcp          | "dtspcd" - a network daemon that accepts requests from clients to execute commands and launch applications remotely                                                                    | Hivatalos     |
| 6112/tcp          | Blizzard's Battle.net gaming service, ArenaNet gaming service | Hivatalos     |
| 6129/tcp          | Dameware Remote Control | Nem hivatalos |
| 6257/udp          | WinMX (see also 6699) | Nem hivatalos |
| 6346/tcp,udp      | gnutella-svc (FrostWire, Limewire, Bearshare, etc.) | Hivatalos     |
| 6347/tcp,udp      | gnutella-rtr | Hivatalos     |
| 6444/tcp,udp      | Sun Grid Engine - Qmaster Service | Hivatalos     |
| 6445/tcp,udp      | Sun Grid Engine - Execution Service | Hivatalos     |
| 6502/tcp,udp      | Danware Data NetOp Remote Control | Nem hivatalos |
| 6522/tcp          | Gobby (and other libobby-based software) | Nem hivatalos |
| 6543/udp          | Jetnet - default port that the Paradigm Research & Development Jetnet protocol communicates on                                                                                         | Nem hivatalos |
| 6566/tcp          | SANE (Scanner Access Now Easy) - SANE network scanner daemon | Nem hivatalos |
| 6619/tcp,udp      | ODETTE-FTP over TLS/SSL | Hivatalos     |
| 6665-6669/tcp     | Internet Relay Chat | Hivatalos     |
| 6679/tcp          | IRC SSL (Secure Internet Relay Chat) - port often used | Nem hivatalos |
| 6697/tcp          | IRC SSL (Secure Internet Relay Chat) - port often used | Nem hivatalos |
| 6699/tcp          | WinMX (see also 6257) | Nem hivatalos |
| 6881-6999/tcp,udp | BitTorrent full range of ports used most often | Nem hivatalos |
| 6891-6900/tcp,udp | Windows Live Messenger (File transfer) | Hivatalos     |
| 6901/tcp,udp      | Windows Live Messenger (Voice) | Hivatalos     |
| 6969/tcp          | acmsoda | Hivatalos     |
| 6969/tcp          | BitTorrent tracker port | Nem hivatalos |
| 7000/tcp          | Default port for Azureus's built in HTTPS Bittorrent Tracker | Nem hivatalos |
| 7001/tcp          | Default port for Oracle Weblogic HTTP server - though often changed during installation                                                                                                | Nem hivatalos |
| 7002/tcp          | Default port for Oracle Weblogic HTTPS server - though often changed during installation                                                                                               | Nem hivatalos |
| 7005/tcp,udp      | Default port for BMC Software CONTROL-M/Server and CONTROL-M/Agent's - Agent to Server port though often changed during installation                                                   | Nem hivatalos |
| 7006/tcp,udp      | Default port for BMC Software CONTROL-M/Server and CONTROL-M/Agent's - Server to Agent port though often changed during installation                                                   | Nem hivatalos |
| 7010/tcp          | Default port for Cisco AON AMC (AON Management Console) | Nem hivatalos |
| 7025/tcp          | Zimbra - lmtp [mailbox] - local mail delivery | Nem hivatalos |
| 7047/tcp          | Zimbra - conversion server | Nem hivatalos |
| 7171/tcp          | Tibia |               |
| 7306/tcp          | Zimbra - mysql [mailbox] | Nem hivatalos |
| 7307/tcp          | Zimbra - mysql [logger] - logger | Nem hivatalos |
| 7312/udp          | Sibelius License Server port | Nem hivatalos |
| 7659/tcp,udp      | Polypheny user interface (multi-model database system) | Nem hivatalos |
| 7670/tcp          | BrettspielWelt BSW Boardgame Portal | Nem hivatalos |
| 7777/tcp          | Default port used by Windows backdoor program tini.exe | Nem hivatalos |
| 8000/tcp          | iRDMI - often mistakenly used instead of port 8080 (The Internet Assigned Numbers Authority (iana.org) officially lists this port for iRDMI protocol)                                  | Hivatalos     |
| 8000/tcp          | Common port used for internet radio streams such as those using SHOUTcast | Nem hivatalos |
| 8002/tcp          | Cisco Systems Unified Call Manager Intercluster Port |               |
| 8008/tcp          | HTTP Alternate | Hivatalos     |
| 8008/tcp          | IBM HTTP Server default administration port | Nem hivatalos |
| 8010/tcp          | XMPP/Jabber File transfers | Nem hivatalos |
| 8074/tcp          | Gadu-Gadu | Nem hivatalos |
| 8080/tcp          | HTTP Alternate (http_alt) - commonly used for web proxy and caching server, or for running a web server as a non-root user                                                             | Hivatalos     |
| 8080/tcp          | Apache Tomcat | Nem hivatalos |
| 8086/tcp          | HELM Web Host Automation Windows Control Panel | Nem hivatalos |
| 8086/tcp          | Kaspersky AV Control Center TCP Port | Nem hivatalos |
| 8087/tcp          | Hosting Accelerator Control Panel | Nem hivatalos |
| 8087/udp          | Kaspersky AV Control Center UDP Port | Nem hivatalos |
| 8090/tcp          | Another HTTP Alternate (http_alt_alt) - used as an alternative to port 8080 | Nem hivatalos |
| 8118/tcp          | Privoxy web proxy - advertisements-filtering web proxy | Hivatalos     |
| 8087/tcp          | SW Soft Plesk Control Panel | Nem hivatalos |
| 8200/tcp          | GoToMyPC | Nem hivatalos |
| 8220/tcp          | Bloomberg | Nem hivatalos |
| 8222              | VMware Server Management User Interface (insecure web interface). See also, port 8333                                                                                                  | Nem hivatalos |
| 8291/tcp          | Winbox - Default port on a MikroTik RouterOS for a Windows application used to administer MikroTik RouterOS                                                                            | Nem hivatalos |
| 8294/tcp          | Bloomberg | Nem hivatalos |
| 8333              | VMware Server Management User Interface (secure web interface). See also, port 8222 | Nem hivatalos |
| 8400              | Commvault Unified Data Management | Hivatalos     |
| 8443/tcp          | SW Soft Plesk Control Panel | Nem hivatalos |
| 8500/tcp          | ColdFusion Macromedia/Adobe ColdFusion default Webserver port | Nem hivatalos |
| 8501              | Duke Nukem 3D - Default Online Port | Hivatalos     |
| 8767              | TeamSpeak - Default UDP Port | Nem hivatalos |
| 8880              | WebSphere Application Server SOAP Connector port |               |
| 8881/tcp          | Atlasz Informatics Research Ltd Secure Application Server | Nem hivatalos |
| 8882/tcp          | Atlasz Informatics Research Ltd Secure Application Server | Nem hivatalos |
| 8888/tcp,udp      | NewsEDGE server | Hivatalos     |
| 8888/tcp          | Sun Answerbook dwhttpd server (deprecated by docs.sun.com) | Nem hivatalos |
| 8888/tcp          | GNUmp3d HTTP music streaming and web interface port | Nem hivatalos |
| 9000/tcp          | Buffalo LinkSystem web access | Nem hivatalos |
| 9000/tcp          | DBGp | Nem hivatalos |
| 9000/udp          | UDPCast | Nem hivatalos |
| 9001              | cisco-xremote router configuration | Nem hivatalos |
| 9001              | Tor network default port | Nem hivatalos |
| 9001/tcp          | DBGp Proxy | Nem hivatalos |
| 9009/tcp,udp      | Pichat Server - Peer to peer chat software | Hivatalos     |
| 9043/tcp          | WebSphere Application Server Administration Console secure port |               |
| 9060/tcp          | WebSphere Application Server Administration Console |               |
| 9100/tcp          | Jetdirect HP Print Services | Hivatalos     |
| 9110/udp          | SSMP Message protocol | Nem hivatalos |
| 9101              | Bacula Director | Hivatalos     |
| 9102              | Bacula File Daemon | Hivatalos     |
| 9103              | Bacula Storage Daemon | Hivatalos     |
| 9119/TCP,UDP      | MXit Instant Messenger | Hivatalos     |
| 9535/tcp          | man, Remote Man Server |               |
| 9535              | mngsuite - Management Suite Remote Control | Hivatalos     |
| 9800/tcp,udp      | WebDav Source Port | Hivatalos     |
| 9800              | WebCT e-learning portal | Nem hivatalos |
| 9999              | Hydranode - edonkey2000 telnet control port | Nem hivatalos |
| 9999              | Urchin Web Analytics | Nem hivatalos |
| 10000             | Webmin - web based Linux admin tool | Nem hivatalos |
| 10000             | BackupExec | Nem hivatalos |
| 10008             | Octopus Multiplexer - CROMP protocol primary port, hoople.org | Hivatalos     |
| 10017             | AIX,NeXT, HPUX - rexd daemon control port | Nem hivatalos |
| 10024/tcp         | Zimbra - smtp [mta] - to amavis from postfix | Nem hivatalos |
| 10025/tcp         | Ximbra - smtp [mta] - back to postfix from amavis | Nem hivatalos |
| 10050/tcp         | Zabbix-Agent |               |
| 10051/tcp         | Zabbix-Server |               |
| 10113/tcp         | NetIQ Endpoint | Hivatalos     |
| 10113/udp         | NetIQ Endpoint | Hivatalos     |
| 10114/tcp         | NetIQ Qcheck | Hivatalos     |
| 10114/udp         | NetIQ Qcheck | Hivatalos     |
| 10115/tcp         | NetIQ Endpoint | Hivatalos     |
| 10115/udp         | NetIQ Endpoint | Hivatalos     |
| 10116/tcp         | NetIQ VoIP Assessor | Hivatalos     |
| 10116/udp         | NetIQ VoIP Assessor | Hivatalos     |
| 10480             | SWAT 4 Dedicated Server | Nem hivatalos |
| 11235             | Savage:Battle for Newerth Server Hosting | Nem hivatalos |
| 11294             | Blood Quest Online Server | Nem hivatalos |
| 11371             | OpenPGP HTTP Keyserver | Hivatalos     |
| 11576             | IPStor Server management communication | Nem hivatalos |
| 12035/udp         | Linden Lab viewer to sim | Nem hivatalos |
| 12345             | NetBus - remote administration tool (often Trojan horse). Also used by NetBuster. Little Fighter 2 (TCP).                                                                              | Nem hivatalos |
| 12975/tcp         | LogMeIn Hamachi (VPN tunnel software;also port 32976) |               |
| 13000-13050/udp   | Linden Lab viewer to sim | Nem hivatalos |
| 13720/tcp         | Symantec NetBackup - bprd (formerly VERITAS) |               |
| 13721/tcp         | Symantec NetBackup - bpdbm (formerly VERITAS) |               |
| 13724/tcp         | Symantec Network Utility - vnet (formerly VERITAS) |               |
| 13782/tcp         | Symantec NetBackup - bpcd (formerly VERITAS) |               |
| 13783/tcp         | Symantec VOPIED protocol (formerly VERITAS) |               |
| 14567/udp         | Battlefield 1942 and mods | Nem hivatalos |
| 15000/tcp         | psyBNC | Nem hivatalos |
| 15000/tcp         | Wesnoth |               |
| 15567/udp         | Battlefield Vietnam and mods | Nem hivatalos |
| 15345/udp         | XPilot | Hivatalos     |
| 16000/tcp         | shroudBNC | Nem hivatalos |
| 16080/tcp         | Mac OS X Server performance cache for HTTP | Nem hivatalos |
| 16384/udp         | Iron Mountain Digital - online backup | Nem hivatalos |
| 16567/udp         | Battlefield 2 and mods | Nem hivatalos |
| 19226/tcp         | Panda Software AdminSecure Communication Agent | Nem hivatalos |
| 19638/tcp         | Ensim Control Panel | Nem hivatalos |
| 19813/tcp         | 4D database Client Server Communication | Nem hivatalos |
| 20000             | Usermin - web based user tool | Hivatalos     |
| 20720/tcp         | Symantec i3 Web GUI server | Nem hivatalos |
| 22347/tcp,udp     | WibuKey - default port for WibuKey Network Server of WIBU-SYSTEMS AG | Hivatalos     |
| 22350/tcp,udp     | CodeMeter - default port for CodeMeter Server of WIBU-SYSTEMS AG | Hivatalos     |
| 24554/tcp,udp     | binkp - FidoNet mail transfers over TCP/IP | Hivatalos     |
| 24800             | Synergy: keyboard/mouse sharing software | Nem hivatalos |
| 24842             | StepMania: Online: Dance Dance Revolution Simulator | Nem hivatalos |
| 25565/tcp,udp     | Minecraft Server | Hivatalos     |
| 25999/tcp         | Xfire | Nem hivatalos |
| 26000/tcp,udp     | id Software's Quake server, | Hivatalos     |
| 26000/tcp         | CCP's EVE Online Online gaming MMORPG, | Nem hivatalos |
| 27000/udp         | (through 27006) id Software's QuakeWorld master server | Nem hivatalos |
| 27010             | Half-Life and its mods, such as Counter-Strike | Nem hivatalos |
| 27015             | Half-Life and its mods, such as Counter-Strike | Nem hivatalos |
| 27374             | Sub7's default port. Most script kiddies do not change the default port. | Nem hivatalos |
| 27500/udp         | (through 27900) id Software's QuakeWorld | Nem hivatalos |
| 27888/udp         | Kaillera server | Nem hivatalos |
| 27900             | (through 27901) Nintendo Wi-Fi Connection | Nem hivatalos |
| 27901/udp         | (through 27910) id Software's Quake II master server | Nem hivatalos |
| 27960/udp         | (through 27969) Activision's Enemy Territory and id Software's Quake III Arena and Quake III and some ioquake3 derived games                                                           | Nem hivatalos |
| 28910             | Nintendo Wi-Fi Connection | Nem hivatalos |
| 28960             | Call of Duty 2 Common Call of Duty 2 port - (PC Version) | Nem hivatalos |
| 29900             | (through 29901) Nintendo Wi-Fi Connection | Nem hivatalos |
| 29920             | Nintendo Wi-Fi Connection | Nem hivatalos |
| 30000             | Pokemon Netbattle | Nem hivatalos |
| 30564/tcp         | Multiplicity: keyboard/mouse/clipboard sharing software | Nem hivatalos |
| 31337/tcp         | Back Orifice - remote administration tool (often Trojan horse) | Nem hivatalos |
| 31337/tcp         | xc0r3 - xc0r3 security antivir port (The 31337 H4x0r port) | Nem hivatalos |
| 31415             | ThoughtSignal - Server Communication Service (often Informational) | Nem hivatalos |
| 31456-31458/tcp   | TetriNET ports (in order: IRC, game, and spectating) | Nem hivatalos |
| 32245/tcp         | MMTSG-mutualed over MMT (encrypted transmission) | Nem hivatalos |
| 33434             | traceroute | Hivatalos     |
| 37777/tcp         | Digital Video Recorder hardware | Nem hivatalos |
| 36963             | Counter Strike 2D multiplayer port (2D clone of popular CounterStrike computer game)                                                                                                   | Nem hivatalos |
| 40000             | SafetyNET p | Hivatalos     |
| 43594-43595/tcp   | RuneScape | Nem hivatalos |
| 47808             | BACnet Building Automation and Control Networks | Hivatalos     |

### 49152–65535
Ez a tartomány a dinamikusan kiosztott porton vagy nem nyilvánosan történő kommunikációhoz van fenntartva.
Ennek ellenére egyes szerverek dokumentáltan használnak ide eső portszámokat.
| Port      | Leírás                     |
| --------- | -------------------------- |
| 53540/tcp | Intellio Video Gateway     |
| 53560/tcp | Intellio Video Gateway IMC |